# ブール値関数
ブール値関数（ブールちかんすう、英: Boolean-valued function）は、述語や命題の一種の総称であり、f : X → B という形式の関数として表される。ここで、X は任意の集合であり、B はブール領域である。
ブール領域 B とは、2つの元からなる集合であり、B = {0, 1} で表される。その元は真理値を表すと解釈され、例えば 0 = false、1 = true とする。すなわち、任意の引数について真偽を判定する関数と言える。
数学、数理論理学、統計学、あるいはこれらの応用分野では、ブール値関数は特性関数、指示関数、述語、命題などと呼ばれる。これらの用途すべてにおいて、その用語が記号的あるいは統語的なものではなく、数学的なオブジェクトを指していると理解される。
真理の形式意味論においては、真理述語とは、形式言語における文の述語であり、論理的に解釈すると、その文が真であると言ったときに表現される直観的概念を形式化したものと言える。真理述語は、最終的に真理値を決定するにあたって必要であれば、形式言語領域以外の領域も対象とすることがある。

### 類似概念
- 特性関数
- 指示関数
- 述語
- 命題